# Mohammad Nosrati
Mohammad Nosrati (Karaj, 10 de janeiro de 1982) é um futebolista iraniano que actualmente representa o Paas. É considerado muito jovem e promissor e até já representou a Selecção Iraniana de Futebol 81 vezes.

## Carreira
Nosrat representou a Seleção Iraniana de Futebol na Copa da Ásia de 2004 e 2011, e a Copa do Mundo de 2006, na Alemanha.

## Títulos
Seleção iraniana
- Copa da Ásia de 2004: 3º Lugar